# Gaius Iulius Victor
Gaius Iulius Victor war ein römischer Rhetoriker des 4. Jahrhunderts n. Chr.
Victor war möglicherweise gallischer Herkunft. Er verfasste ein Handbuch der Rhetorik, das in einer mittelalterlichen Handschrift aus dem 12. Jahrhundert (Cod. Vat. Ottob. Lat. 1968) vollständig überliefert ist. Inhaltlich ist das Werk, soweit sich das feststellen lässt, eine reine Zusammenfassung älterer Texte über Rhetorik. Es ist aber gerade deshalb unter anderem für die textkritische Rekonstruktion von Quintilians entsprechendem Text relevant.

## Textausgabe
- Remo Giomini, Maria Silvana Celentano (Hrsg.): C. Iulii Victoris Ars rhetorica. B. G. Teubner, Leipzig 1980.